# Kaspar Villiger
Kaspar Villiger (Pfeffikon, 5 februari 1941) was een Zwitsers industrieel ondernemer en politicus voor de Vrijzinnig-Democratische Partij uit het kanton Luzern. Van 1989 tot 2003 was hij lid van de Bondsraad.

## Biografie

### Opleiding en vroege carrière
Kaspar Villiger studeerde aan de Federale Polytechnische Hogeschool van Zürich. Daarna zijn studie werkte hij voor het familiebedrijf, sigarenfabriek Villiger Fils SA, dat hij vanaf zijn 25e leidde.

### Politicus
Kaspar Villiger is lid van de Vrijzinnige-Democratische Partij (FDP/PRD). Voor die partij was hij lid van Grote Raad van Luzern. In 1982 werd hij in de Nationale Raad, waar hij lid was van de commissie voor Militaire Zaken (1983-1987). Van 1987 tot 1989 was Villiger lid van de Kantonsraad. Hij was er lid van de commissies Management en Transport.

### Bondsraadslid
In de winter van 1988-1989 werd Zwitserland getroffen door een politieke crisis. Elisabeth Kopp, vicebondspresident en Bondsraadslid bevoegd voor Justitie en Politie, trad in januari 1989 af na een schandaal. Op 1 februari 1989 werd Kaspar Villiger als opvolger van Kopp in de Bondsraad gekozen. Hij bleef zetelen tot 31 december 2003. Als lid van de Bondsraad beheerde hij het Departement van Defensie, Volksverdediging en Sport (1989-1995) en het Departement van Financiën (1995-2003). Als minister van Defensie voerde hij een grootscheepse legerhervorming door (dit was mogelijk gezien het einde van de Koude Oorlog). Als minister van Financiën werd hij geconfronteerd met de economische crisis van de jaren 90, maar dankzij handig beleid herstelde de economie zich aan het begin van het nieuwe millennium.
Kaspar Villiger was in 1994 en in 2001 vicebondspresident en in 1995 en 2002 bondspresident van Zwitserland. Als president deed hij twee opmerkelijke dingen. In 1995 bood hij zijn excuus aan voor het feit dat de Joden in Zwitserland een "J" gestempeld kregen in hun paspoort. In september 2002 sprak hij in de zaal van de Algemene Vergadering van de Verenigde Naties. Hij zei dat de Zwitserse neutraliteit en lidmaatschap van de VN goed mogelijk is.
Villiger is na het beëindigen van zijn politieke loopbaan lid van het bestuur van Nestlé en van andere ondernemingen.